# جائزة النمسا الكبرى 2020
جائزة النمسا الكبرى 2020 (بالألمانية: Großer Preis von Österreich 2020)‏ هو سباق فورمولا 1
أقيم بتاريخ 5 يوليو 2020 في ريد بول رينغ، النمسا، وكان السباق 1 من أصل 17 في بطولة العالم لسباقات فورمولا 1 موسم 2020، وكان أول المنطلقين فالتيري بوتاس.
فاز بالمركز الأول  فالتيري بوتاس، وكان صاحب أسرع لفة لاندو نوريس بزمن قدرة 67.475 ثانية.